# Garcinia petiolaris
Garcinia petiolaris är en tvåhjärtbladig växtart som beskrevs av Jean Baptiste Louis Pierre. Garcinia petiolaris ingår i släktet Garcinia och familjen Clusiaceae. Inga underarter finns listade i Catalogue of Life.